# Barbara Schwartz
Barbara Schwartz (* 27. Jänner 1979 in Wien) ist eine ehemalige österreichische Tennisspielerin.

## Karriere
Barbara Schwartz begann 1995 im Alter von 16 Jahren ihre Karriere als Profi auf der WTA Tour. 1999 erreichte sie mit Platz 40 in der WTA-Weltrangliste ihre höchste Platzierung im Einzel. In jenem Jahr erzielte sie ihren größten Erfolg in einem Grand-Slam-Turnier, als sie in den French Open durch einen völlig überraschenden Achtelfinal-Sieg über Venus Williams ins Viertelfinale einziehen konnte – als erste Qualifikantin überhaupt.
Sie konnte in ihrer Laufbahn zwei Turniersiege im Doppel für sich verbuchen, den ersten 2002 in Brüssel (Belgien) und den anderen 2004 in Bogotá (Kolumbien). Beide Titel gewann sie an der Seite der Deutschen Jasmin Wöhr. Zudem gelang ihr noch zweimal ein Finaleinzug, 2000 in Auckland (Australien) mit der Österreicherin Patricia Wartusch und 2002 in Wien mit Jasmin Wöhr.

### Fed Cup
Schwartz spielte auch einige Jahre für das österreichische Fed-Cup-Team (1998–99, 2001–02, 2004 und 2006). 2002 und 2004 erreichte sie mit dem Team jeweils das Semifinale: 2002 scheiterten sie mit 2:3 an Spanien und 2004 nach einem 4:1-Sieg im Viertelfinale über die Vereinigten Staaten mit 0:5 an Russland. Schwartz’ Fed-Cup-Bilanz steht bei 9:8 Siegen, sie war an den größten Erfolgen des ÖTV beteiligt.
Barbara Schwartz beendete 2006 ihre aktive Karriere.

## Turniersiege

### Doppel
| Legende             |
| Tier III Event (1)  |
| Tier IV/V Event (1) |

| Nr. | Datum            | Turnier | Belag | Partnerin   | Finalgegnerinnen                               | Ergebnis      |
| --- | ---------------- | ------- | ----- | ----------- | ---------------------------------------------- | ------------- |
| 1.  | 14. Juli 2002    | Brüssel | Sand  | Jasmin Wöhr | Arantxa Sánchez Vicario Tathiana Garbin        | 6:2, 0:6, 6:4 |
| 2.  | 29. Februar 2004 | Bogotá  | Sand  | Jasmin Wöhr | Anabel Medina Garrigues Arantxa Parra Santonja | 6:1, 6:3      |